# Europese boom van het jaar

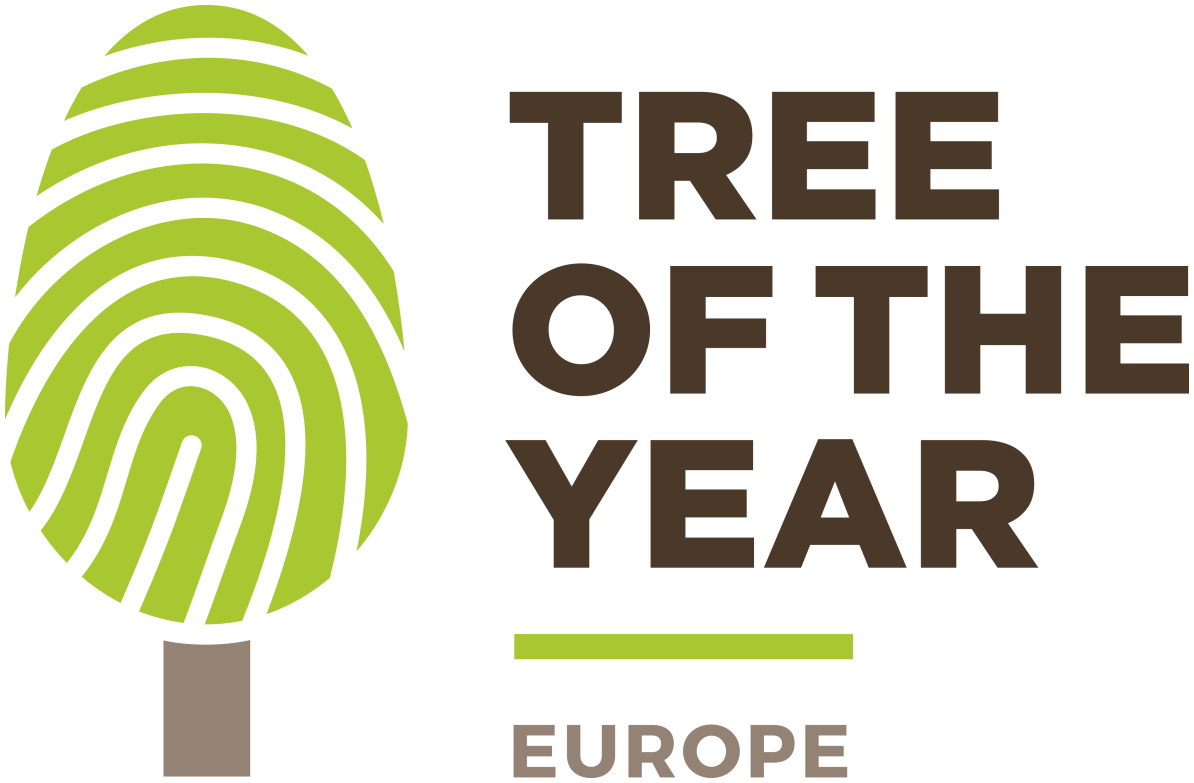
Logo van de wedstrijd Europese boom van het jaar

Europese boom van het jaar is een wedstrijd in vijftien Europese landen, waarin het verhaal achter de bomen centraal staat. Iedereen kan via het internet een stem uitbrengen, zowel in de voorrondes als in de finale.
De verkiezing wordt sinds 2011 georganiseerd door de Environmental Partnership Association (EPA) te Brussel in samenwerking met de European Landowners Organisation. In de deelnemende landen, waaronder België en Nederland, wordt een nationale voorronde gehouden. De vijftien winnaars zijn kandidaat voor de titel "Europese boom van het jaar". De uitslag wordt altijd bekendgemaakt in de maand maart, rond de Europese dag van de bossen.
De 'Anneville eik' in de middenberm van de A58 in Noord-Brabant, bekend als 'troeteleik', werd in oktober 2018 als eerste verkozen tot Nederlandse boom van het jaar.

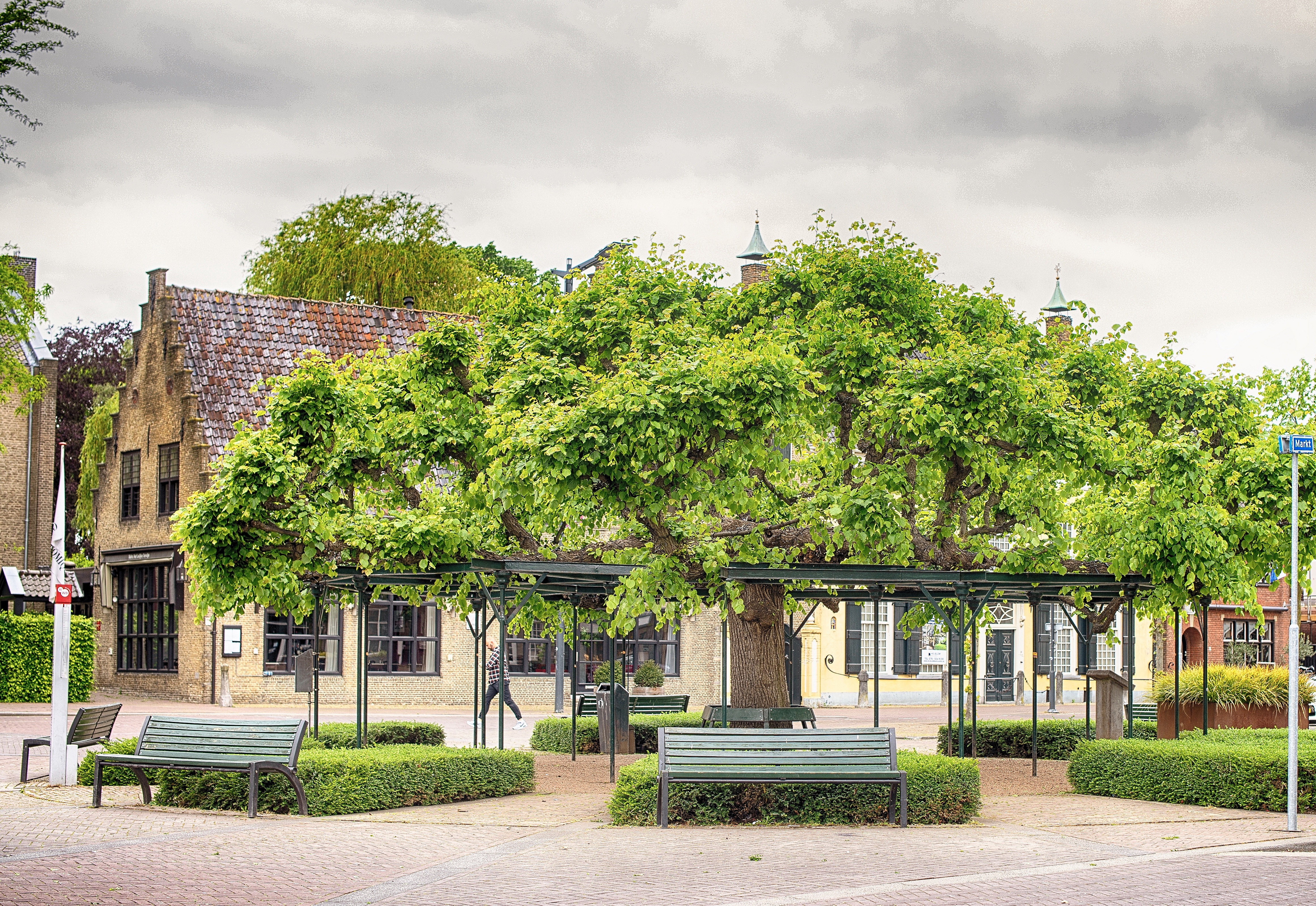
ETOY 2021 deelnemer - De eeuwenoude Moeierboom

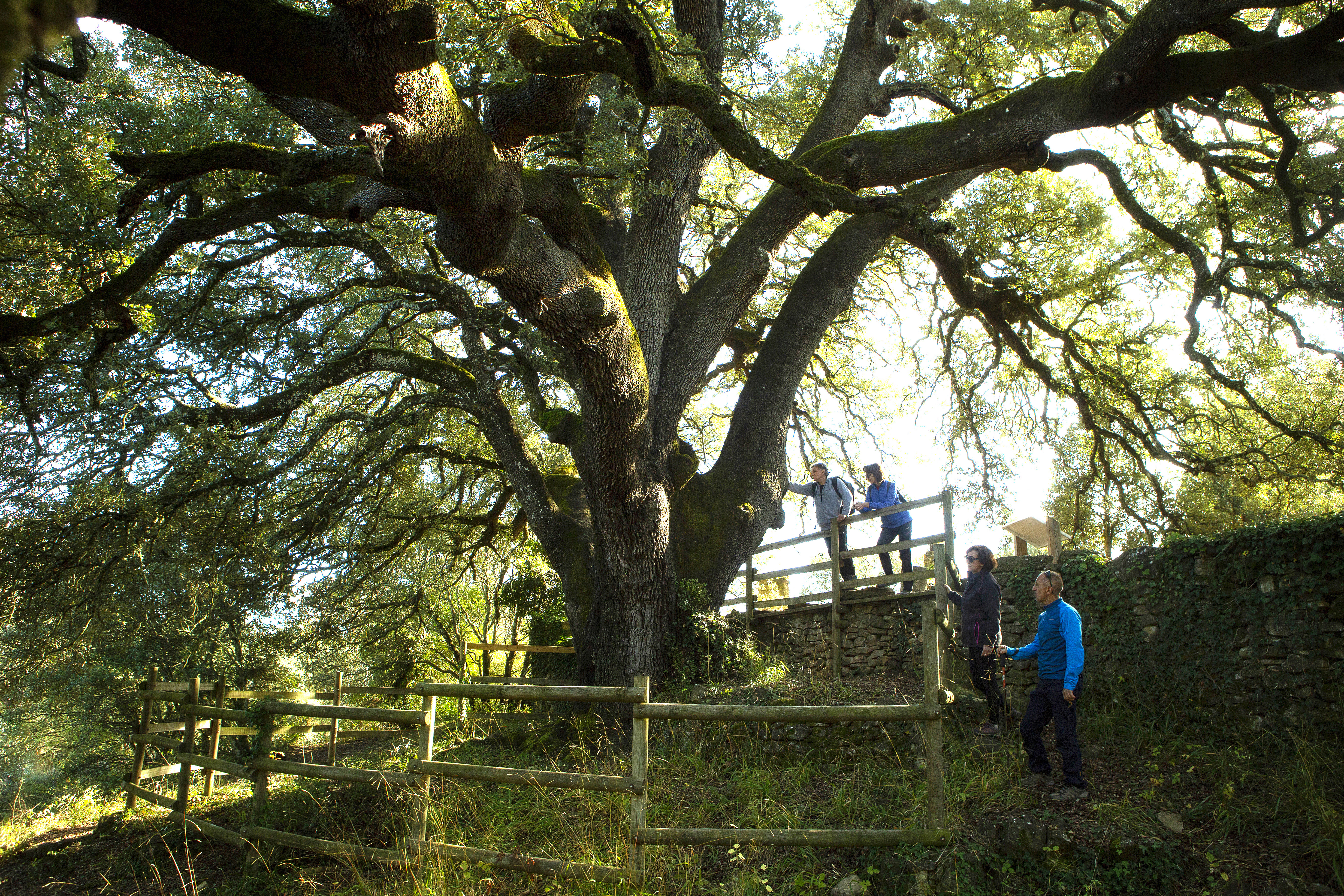
ETOY 2021 winnaar - De millennium steeneik van Lecina, Spanje

Op 17 maart 2021 werd bekendgemaakt, dat de Encina (steeneik) van Lecina, provincie Huesca in de Spaanse regio Aragón, met meer dan 100.000 stemmen de winnaar van 2021 is geworden. Deze duizendjarige boom zou nog een rol hebben gespeeld tijdens de Reconquista, doordat tussen haar takken een kruis verscheen aan de christelijke strijders. Ze is daarom ook afgebeeld op het wapen van Aragón. De eeuwenoude Moeierboom in Etten-Leur was de vertegenwoordiger van Nederland in de wedstrijd van 2021.
De ‘Eik Dunin’ in Polen won voorjaar 2022 met 179.317 stemmen, gevolgd door de Spaanse inzending, de ‘Eik van het Woud van het Banket van Conxo’ in Santiago de
Compostela (Galicië) die 168.284 stemmen kreeg.
In oktober 2022 werd de Bruine Kriekpeer van Klerken (West-Vlaanderen) tot Belgische boom van het jaar gekozen. Ze heeft in 2023 meegedongen naar de Europese titel.
Winnaar was in 2023 opnieuw Polen, ditmaal met de eik Fabrykant van 180 jaar oud.
De Nederlandse inzending was De Markiezeneik in Amelisweerd, die de regering met honderden andere monumentale bomen wil omhalen voor de verbreding van de autosnelweg A28.
In oktober 2023 won in de Nederlandse verkiezing de oude linde van Oisterwijk.
en in 2024 de Ginkgo Biloba uit 1785 in de Hortus botanicus Leiden Goede tweede werd een meer dan duizend jaar oude Wayaká op Bonaire, zonder twijfel de oudste boom op Nederlandse grond, want Bonaire is sinds 2010 een bijzondere Nederlandse gemeente. De wayaká is vijfhonderd jaar geleden door kolonisten omgehakt maar weer uitgelopen, en heeft een omvang van 1,20 meter.
De Belgische boom van het jaar 2024 was de twee eeuwen oude kastanje van Sint-Rafaël in Sint-Job-in-'t-Goor, provincie Antwerpen.